# 1001 (število)
1001 (tísoč êna) je naravno število, za katero velja 1001 = 1000 + 1 = 1002 - 1.

## V matematiki
- sestavljeno število.
- klinasto število.
- petkotniško število.
- palindromno število.

## Drugo

### Leta
- 1001